# O-트레인
O-트레인(영어·프랑스어: O-Train 오트랭[*])은 캐나다의 수도인 온타리오주 오타와의 경전철 체계로, 오타와의 대중교통 기관인 OC 트랜스포가 운영하고 있다. O-트레인은 세 개의 노선으로 이루어졌는데, 오타와의 동서를 가로지르는 전기철도 노선인 1호선 컨페더레이션선과, 오타와의 남북을 가로지르는 디젤 노선인 2호선 트릴리움선과, 2호선의 지선 격으로 오타와 맥도널드 카르티에 국제공항까지 이어지는 O-트레인 4호선이 있다.
O-트레인의 모든 노선은 도로와 입체 교차하며, 모든 전동차는 휠체어 승객이 이용할 수 있는 저상 열차이다. O-트레인은 오타와 시내 2.5km 두 개 역 구간은 지하역이고, 나머지는 지상 또는 고상역이다.
2001년 10월에 오타와의 시범 철도 사업으로 개통한 오트레인은 2019년 9월 1호선 컨페더레이션선 개통으로 두 개의 노선이 되었고, 2025년 1월 2호선 트릴리움선 연장과 4호선 공항철도 개통으로 현재는 세 개의 노선으로 운행하고 있다. OC 트랜스포는 오타와 경전철 2단계 확장 사업의 일환으로 컨페더레이션선을 동부와 서부로 연장하는 사업을 진행하고 있으며, 블레어역에서 올리언스의 트림역까지 동부 연장 구간이 2025년에 개통을 앞두고 있고, 2027년에는 터니스패스처역에서 알곤킨역까지 1호선 서부 연장, 또한 1호선의 지선 격인 3호선을 무디역까지 연장하여 O-트레인은 4개 노선, 41개 역, 64.5km로 늘어나게 된다.

## 역사

### 시범 사업
20세기 말에 들어서서 오타와는 인구 뿐만 아니라 도시도 팽창하고 있었다. 1950년 그레베르 계획 이후로 1950년대와 60년대에 오타와 시내에 운행하던 전차를 버스로 대체하고, 자가용 위주로 도시를 설계하면서 오타와는 교외 지역으로 점차 팽창해나갔다. 이로부터 반 세기가 지난 시점에서 오타와는 교통과 그에 따른 환경 문제에 시달리고 있었으며, 캐나다의 다른 도시인 밴쿠버, 캘거리, 퀘벡, 토론토, 몬트리올과 같이 오타와는 21세기 초반에 기존에 자가용 위주로 설계했던 도시를 대중교통 등 친환경 교통 수단에 초점을 두기 시작하였다. 또한 2001년에 오타와시가 인접한 지자체와 통합하면서 대중교통 운행 구역이 훨씬 넓어졌고 오타와의 대중교통은 포화 상태에 이르렀다. 기존의 간선급행버스체계인 트랜짓웨이의 상위호환 교통수단을 찾던 오타와는 북미의 토론토, 밴쿠버, 댈러스, 미니애폴리스, 알링턴과 유럽의 바르셀로나, 세비야, 앙카라 등지에 지어지던 경전철 및 라이트 레일을 눈여겨보기 시작하였다.
O-트레인의 원래 노선이었던 트릴리움선은 2001년 10월에 트랜짓웨이를 대체하기 위한 시범 철도 사업으로 개통하였다. 동력분산식 저상 디젤 열차를 이용한 이 노선은 베이뷰에서 그린보로역까지 단선으로 개통하였으며, 열차는 카를턴역에서 교행하였다.

### 초창기 연장 계획

로버트 치아렐리 오타와 시장이 2006년에 계획했던 초기 O-트레인 계획안

O-트레인이 처음 개통하고 나서 당시 오타와의 시장이었던 로버트 치아렐리는 이 시범 노선을 연장하는 데 중점을 두었다. 2003년에 진행된 첫 연구에 따르면 30억 달러(2024년 기준 47.22억 달러)를 들여 남북축 노선을 시내로 연장하고, 트랜짓웨이를 따라 동서축으로 경전철을 연장하는 방안을 제시하였다. 하지만 주 정부와 연방 정부의 예산 지원이 불확실해지면서 사업이 진행될 지는 의문이었다. 하지만 시의회는 경전철 건설의 중요성을 강조하여 타당성 조사를 진행하였다. 2004년 9월에 나온 연구 결과에 따르면 경전철 동서축 구간은 10억 달러(2024년 기준 15.45억 달러)에 지어질 것으로 예상하였다. 2005년 6월 경전철 사업에 대한 환경영향평가가 발표되었지만 일부 시의원들과 인근 자영업자들은 오타와 시내 구간이 지하화되지 않아 교통 혼잡이 걱정된다고 우려를 표현하였다.
2005년 10월, 캐나다의 대중교통 시민단체인 트랜스포트 2000 대표 데이비드 진스는 온타리오주 환경부 장관에게 경전철 환경영향평가와 사업 관리가 소홀하다고 항의하는 편지를 보냈고, 진스는 특히 공사 비용이 불투명해 사업 추진에 차질을 빚을 수 있다고 우려하였다. 오타와시 교통과 직원은 간선급행버스체계를 선호하긴 하지만 진스의 주장에 동의하지 않았다. 2006년 4월, 지멘스-PCL/더퍼린 컨소시엄이 경전철 건설 업체로 선정되었다. 경전철 반대 캠페인은 시 정치에도 영향을 미치면서 당시 차기 시장 선거의 경쟁 상대였던 알렉스 먼터와 래리 오브라이언도 경전철 반대 세력으로 부상하였다. 경전철 반대 진영은 오타와가 지멘스를 사업자로 선정한 데 있어서 공평한 입찰 절차를 따르지 않고 지멘스에 특혜를 제공했으며, 바헤이븐에 경전철을 연장하기 위한 정치적인 셈법으로 사업의 투명성이 떨어진다고 비판하였다.
2006년 7월 12일, 오타와 시의회는 찬성 14표, 반대 7표, 기권 1표로 O-트레인을 북쪽과 남쪽으로 연장하는 방안을 통과하였다. 연장안이 실현됐더라면 단선 디젤 노선인 트릴리움선을 복선 전철화된 경전철 노선으로 운행할 계획이었다. 계획안에 따르면 이 노선은 현재 북부 종점인 베이뷰역에서 동쪽으로 르브레톤플랫츠(LeBreton Flats)와 오타와 시내를 가로질러 오타와 대학교로 향하고, 남부 종점인 그린보로역에서는 급속히 성장하는 리버사이드사우스(Riverside South)와 바헤이븐(Barrhaven) 지역까지 연장할 계획이었다. 노선의 대부분은 공항 남쪽 지역에 새로운 대규모 교외 지역을 건설할 수 있도록 개발되지 않은 리버사이드사우스 지역을 지나가며, 공항과는 연결되지 않았다. 복선 전철화 공사는 2006년에 착공할 계획이었고, 이에 따라 2007년 5월에 운행을 중단하여 2009년 가을에 새로운 체계로 운행을 재개할 예정이었다.
디젤 차량인 봄바디어 탤런트는 오타와 시내 도로 운행에 더 적합한 트램으로 운행할 계획이었으며, 이를 대체할 후보군 중에서는 지멘스 S70 아반토, 봄바디어 플렉시티 스위프트 또는 긴키 차량 트램 등이 거론되었다. 노선 전철화에 배차 간격을 개선하여 오타와 중심부에서 도로를 따라 운행할 계획이었던 이 노선은 기존 노선보다 경전철에 더 가까웠을 것이다. O-트레인 복선 전철화 및 남북 연장 사업의 예상 비용은 유지보수 시설을 제외하고 약 7억 8천만 달러(2024년 기준 11.57억 달러)였다. 연방 정부와 주 정부는 각각 2억 달러를 경전철 사업에 지원하기로 약속하였으며, 시는 주유세, 교통예비기금, 주 교통 인프라 보조금 등 여러 출처에서 자금을 확보하여 나머지 비용을 부담하였다. 또한 총 사업비의 4.5%는 재산세에서 충당될 것으로 예상하였다. 시는 또한 오타와 대학교 종점에서 허드먼(Hurdman)역까지 철도 연장에 대한 연구를 요청하였다.
O-트레인 연장 사업은 2006년 오타와 지방선거에서 중요한 이슈로 대두되었다. 2003년 지방 선거에서 치아렐리에 밀려 2등으로 낙선된 테리 킬레아(Terry Kilea)는 이 계획이 지나치게 비싸고 경전철이 오타와 운전자들에게 안전 위협이 될 것이라고 주장하며 경전철 사업 전체를 백지화할 것을 촉구하였다. 또다른 시장 후보인 알렉스 먼터(Alex Munter)는 경전철을 지지하지만, 이 계획이 오타와의 교통 문제를 해결하는 데 거의 도움이 되지 않으며, 사업의 실제 최종 비용이 비밀로 유지되었다고 주장하였다. 먼터는 바헤이븐 구간을 잘라내고 동서선 건설을 먼저 시작하자고 제안하였다. 사업가이자 뒤늦게 선거에 출마한 래리 오브라이언(Larry O'Brien)은 경전철 사업을 6개월 연기한 후 최종 결정을 내리자고 주장하였다. 연방 정부는 이후 O-트레인 연장 사업이 지방선거의 화두가 된 점과 경전철 최종 건설 비용이 여전히 불투명하다는 점을 들어 2억 달러 지원을 철회하였다. 존 베이어드 캐나다 국가재정위원장의 발표 이후 오타와 시의원 다수는 연방 정부의 철회 결정을 비판하였다. 레이너 블로에스 오타와 시의원은 존 베이어드가 밥 치아렐리를 차기 지방선거에서 낙선시키고자 고의적인 정치 방해 공작을 펼치고 있다고 항의하였다.
경전철 논란 끝에 2006년 11월 지방선거에서 래리 오브라이언이 오타와의 차기 시장으로 당선되었다. 이후 2006년 12월, 오타와 시의회는 치아렐리 전 시장이 계획한 7억 7,800만 달러 규모의 경전철 사업을 취소하였다. 오브라이언 시장은 경전철 연장 사업을 취소하고 나서 버스 운전사, 시내 자영업자와 대중교통 시민단체 공동 설립자 등 7인을 시장의 '교통 태스크포스 위원회' 위원으로 위촉하였고, 2007년 6월에 태스크포스는 르브레톤플랫츠에서 오타와 대학교까지 오타와 시내의 동서축을 잇는 3km 구간의 복선 터널을 뚫을 것을 제안하였다. 한편 2007년 6월, 지멘스는 오타와시를 상대로 사업 철회에 대한 위약금 1억 7,700만 달러(2024년 기준 2.57억 달러)를 지급하라는 소송을 제기하였다. 긴 법정 공방 끝에 오타와 시의회는 2009년 9월에 지멘스에 3,670만 달러의 취소 위약금을 지불하기로 합의하였다.

### 컨페더레이션선

컨페더레이션선 노선도

2008년 3월, 오타와는 새로운 대중교통 계획안을 네 가지 제시했는데, 모든 방안에 시내 구간에 터널을 뚫는 계획이 포함되어 있었다. 2008년 5월 28일, 오타와 시의회는 우선 블레어에서 터니스패스처까지 동서 구간을 잇는 경전철 노선을 신설하고, 이후 기존 O-트레인 노선을 전철화해 르브레톤에서 공항 남쪽의 보위스빌까지 잇는 계획안을 통과하였다. 이 계획안대로라면 경전철 노선이 올리언스, 캐나타, 바헤이븐, 리버사이드사우스 등 그린벨트 외곽 지역까지 이어질 수 있게 되었다. 하지만 이 계획안에 모두가 동의하지는 않았는데, 온타리오주의 지방자치단체를 담당하는 시정부 장관이자 오타와 지역 주의원이었던 짐 왓슨이나 오타와 시의원이자 시 교통위원회 위원인 마리아 맥래 또한 이 계획안에 수긍하지 않았다. 이후 컨페더레이션선(Confederation Line, Ligne de la Confédération)으로 이름이 확정된 이 노선은 21억 달러(2024년 기준 29.78억 달러)로 기존 경전철 계획보다 두 배 가까이 건설 비용이 올랐다. 2008년 11월, 오타와 시의회는 새로운 25개년 교통계획을 승인하고 동서축 경전철 노선을 우선순위로 하였다.
그럼에도 불구하고 건설비 인상과 그에 따른 예산 감당의 문제로 경전철 건설은 여전히 불투명하였다. 경전철을 지어야 하는 지에 대한 여부는 2010년 지방선거에 다시 선거 이슈로 거론되었다. 오브라이언 시장은 경전철 사업을 마저 끝낼 것이라고 약속하였던 반면, 짐 왓슨 후보는 경전철 사업에 대해 신중하게 결정해야 한다고 밝혔고, 앤드루 헤이든 후보는 경전철을 짓지 말고 버스에 투자해야 한다고 주장하였고, 클리브 두세 후보는 4년 만에 별도의 경전철 계획을 들고 나섰다. 2010년 10월 25일, 짐 왓슨이 오타와의 새로운 시장으로 당선되었다. 경전철 예산 초과 문제는 시내 터널을 덜 깊게 지어 건설 예산을 절감하고, 이 계획안은 시의회에서 2011년 7월에 통과되었고, 2012년 12월 19일 경전철 시공사인 리도 트랜싯 그룹(Rideau Transit Group)이 새로운 계획을 토대로 21억 달러에 짓기로 합의하였다. 또한 오타와시는 경전철 사업에 최대 9억 달러(2024년 기준 11.95억 달러)를, 연방 정부와 주 정부가 각각 6억 달러(2024년 기준 7.96억 달러)를 투자하고 RTG가 나머지 초과 예산액을 부담하는 것으로 합의하였다. RTG는 30년 동안 이 경전철 노선을 설계, 건설 및 유지하게 되며, 전동차는 알스톰 시타디스 스피릿으로 선정되었다.

### 경전철 공사

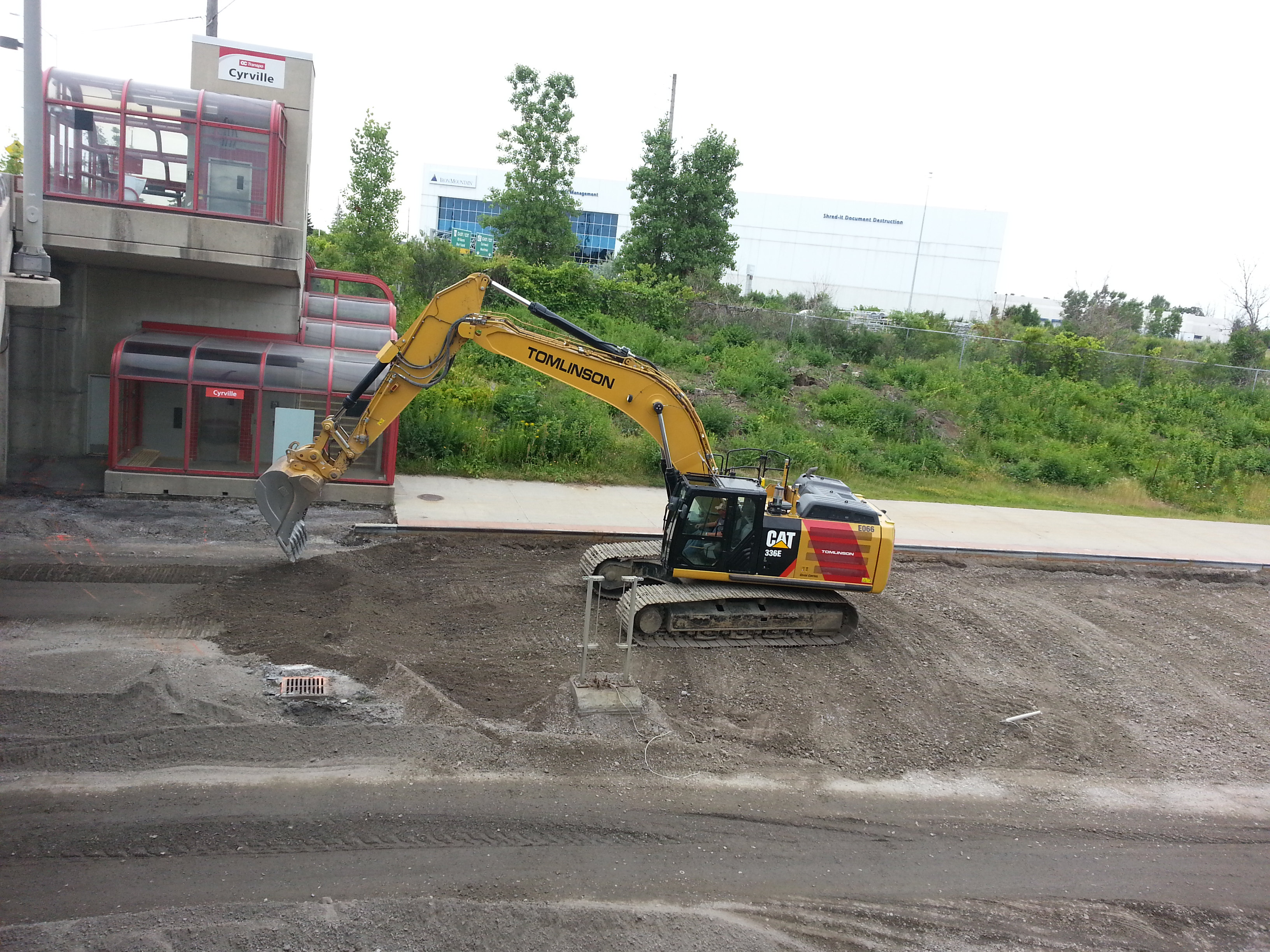
서빌역에서 경전철을 짓기 위해 기존에 있던 트랜싯웨이 BRT를 허무는 모습

2013년 4월, 컨페더레이션선이 벨파스트 로드에 위치한 차량기지 건설을 시작으로 첫삽을 들었고, 같은 해 10월에는 르브레톤플랫츠에서 첫 터널 굴착이 시작되었다.
경전철 공사 도중 사고가 여러 차례 발생하였다. 2014년 2월 21일, 경전철 터널 굴착이 한창 진행 중이던 오타와 시내의 월러 스트리트와 로리에 애비뉴 교차로에서 폭 8m, 깊이 12m의 싱크홀이 발생하였다. 부상자는 발생하지 않았지만 이 사고로 경전철 공사가 중단되었다. 싱크홀은 거기서 끝나지 않았다. 2016년 6월 8일, 오타와 시내 한복판인 리도 스트리트와 서섹스 드라이브에 대규모 싱크홀이 발생해 도로가 폐쇄되었다. 부상자는 발생하지 않았으나 도로에 주차한 승합차가 싱크홀에 추락하였고 인근 7개 건물에 정전이 발생하였다. 같은 해 10월 3일, 리도 스트리트에서 훨씬 작은 규모의 싱크홀이 발생하여 서섹스에서 댈하우지까지 도로가 폐쇄되었다. 2016년 11월, 첫 싱크홀이 발생하였던 로리에와 월러에서 콘크리트를 붓던 터널 인부 세 명이 지하에 갇히는 사고가 발생하였다. 갇힌 인부는 전원 구출되었고 한 명이 손에 경상을 입어 병원으로 이송되었다.
그럼에도 불구하고 공사는 계속해서 진척을 보였다. 2016년 12월 5일에는 경전철 차량이 블레어역에서 서빌역까지 첫 시운전을 실시하고, 2017년 1월 19일에는 터널 구간 굴착이 완료되었다. 이듬해인 2018년 4월 14일에는 짐 왓슨 오타와 시장이 경전철 전동차가 처음으로 전 구간 시운전에 성공했다고 트위터에 게재하였다.
공사는 진전을 보였지만 경전철 개통일은 여러 차례 연기되었다. 시공사인 RTG는 2018년 5월, 11월, 2019년 3월, 8월에 네 차례 공사 완공 및 오타와시 소유권 이양 기한을 놓쳤고, 2019년 8월 23일, OC 트랜스포는 경전철이 마침내 그 해 9월 14일에 개통할 예정임을 밝혔다. 컨페더레이션선은 2019년 9월 14일 오후에 개통하였고, 왓슨 시장은 오타와 대중교통의 미래는 지금부터 시작이라고 발표하였다.

### 경전철 개통 이후

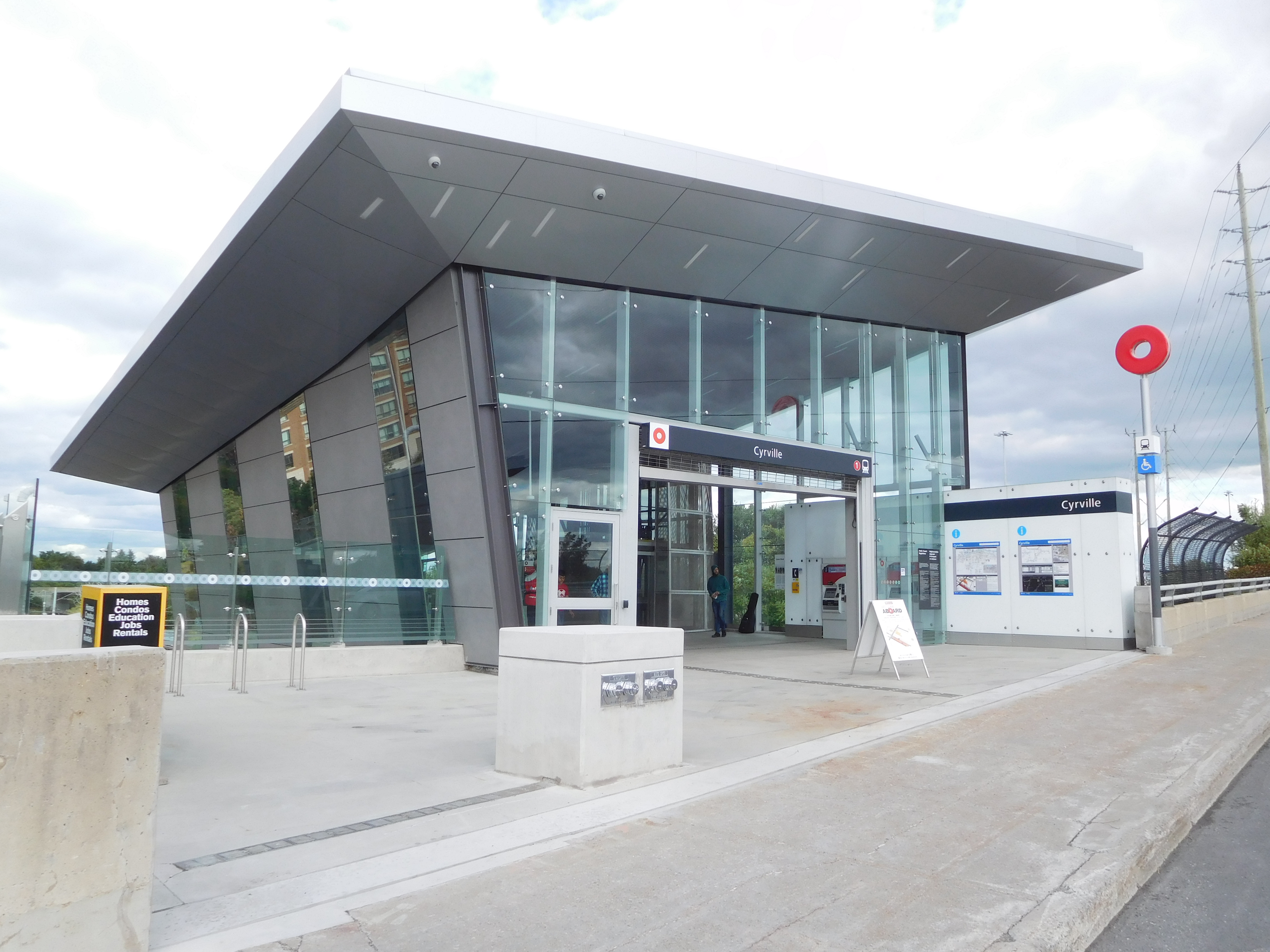
컨페더레이션선 개통일 당일 서빌역 모습

2019년 10월 7일, 컨페더레이션선이 개통하면서 기존 버스 노선이 경전철역 연결 위주로 재개편되었고, OC 트랜스포는 오타와 역사상 최대 규모의 노선 변경이라고 발표하였다.
컨페더레이션선은 개통 이후 전동차와 신호 등 각종 시설 문제로 운행 중단이 지속되었다. 2019년 10월 27일, 왓슨 시장은 한 주 만에 경전철 지연이 9시간 동안 발생한 점에 대해 시에서 개선이 필요하다고 지적하였다. 며칠 뒤인 11월 1일, 왓슨 시장은 경전철이 출근 시간대에 세 시간이나 지연되면서 OC 트랜스포에 긴급 추경 예산 350만 달러를 편성하였고, OC 트랜스포 대표 존 마르코니에게 경전철 개통 이후로 운행이 중단된 버스 40대를 재투입할 것을 요청하였다. 경전철 문제가 가중되면서 오타와시 교통위원회는 2019년 11월에 인상 예정이었던 OC 트랜스포의 요금을 2020년 3월까지 동결하기로 하였다.
2020년 1월 16일, 세인트로런역에서 가공 전차선이 끊어지면서 전동차에 떨어져 다음 날 아침에 운행이 재개되었지만, 18일과 19일에 겨울 폭풍에 따른 선로 스위치와 출입문 문제로 경전철 운행에 다시 차질을 빚었다. 이에 따라 OC 트랜스포는 전동차 결함을 이유로 1월 20일부터 2월 4일까지 전동차 일부의 운행을 중단하였다. 하지만 전동차 결함은 계속 발생하였고 2020년 2월 22일에는 컨페더레이션선에 전동차 다섯 대만 운행하였다.
2020년 3월 10일, 오타와시는 시공사인 RTG에 디폴트 통보를 보내 오타와시와 컨소시엄 간의 계약을 철회하기 위한 첫 단계에 돌입하였다. 오타와시는 RTG에 3월 31일까지 컨페더레이션선 문제를 해결할 수 있는 그럴싸한 방안을 제시하라고 촉구하였다. 2020년 6월 22일, 피터 로치 RTG 대표가 사임하였고 30일에 RTG의 새로운 대표로 몬트리올에서 민간 합작 프로젝트를 맡은 경험이 있는 니콜라 트뤼숑이 임명되었다. 2020년 8월, 오타와시는 RTG가 전동차 및 시설 문제를 제대로 해결하지 않았다는 점을 들어 지불금 4천만 달러의 지급을 유예하였다.

### 진상 조사

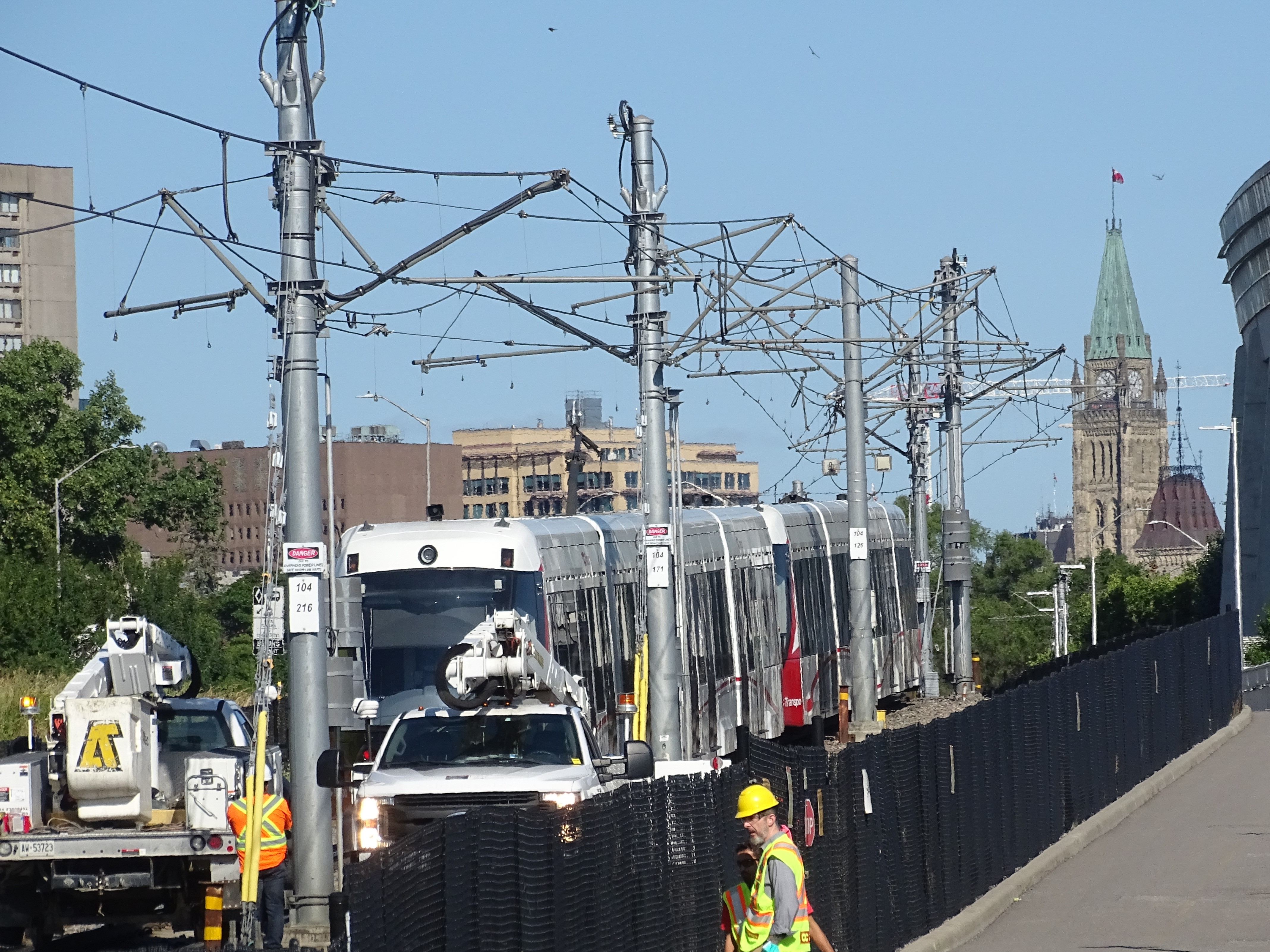
컨페더레이션선 가공 전차선이 번개에 맞은 이후 진행된 복구 작업

2021년 8월과 9월에 컨페더레이션선에서 탈선 사고가 두 차례 발생하였고, 계속해서 발생하는 안전 사고에 경전철 건설에 대한 진상 조사 필요성이 제기되었다. 2021년 10월 13일, 캐서린 매케니 오타와 시의원은 임시회의에서 경전철에 대한 특별조사를 요청하였지만 이를 표에 부치지 않았다. 이후 11월 17일, 더그 포드 온타리오 주지사는 오타와 경전철에 대해 주 정부 차원에서 진상 조사를 하겠다고 밝혔다. 온타리오주는 진상 조사를 맡을 위원장으로 윌리엄 후리건 항소법원 판사를 임명하였다. 청문회는 2022년 6월 13일부터 7월 7일까지 진행되었고, 여기에는 당시 경전철 시공사인 RTG와 전동차 제조 업체인 알스톰, 오타와시는 물론 인프라 온타리오 측에서 증인이 소환되어 경전철 건설 당시 상황을 진술하였다. 진상 조사 보고서는 2022년 8월 31일에 발표할 예정이었으나 지방 선거 이후인 11월 30일로 발표일이 연기되었다.
2022년 11월 30일, 후리건 판사는 오타와 경전철 진상 조사 보고서를 발표하였다. 조사 결과 경전철 문제는 여러 요인에 의해 발생하였는데, 그 중에는 숙련이 부족한 인력, 경전철의 '한계를 시험하는' 검증되지 않은 기술, 비현실적인 예산을 고수하려는 시도, 인적오류, 시스템이 준비되기 저에 서둘러 운행을 개시한 점, RTG와 그 하청업체들이 제공한 부적절한 유지보수, 그리고 오타와시와 RTG 간의 적대적인 관계가 포함되었다. 보고서는 향후 사업, 오타와 경전철의 미래 단계, 그리고 이미 운영 중인 컨페더레이션선에 대해 103개의 권고 사항을 제시하였다.
후리건 판사는 특히 용납할 수 없는 두 가지 사례를 강조하였는데, 첫 번째는 RTG 측에서 자신들이 따를 수 없는 비현실적인 일정을 오타와시에 고의적으로 제공한 점으로, 이에 따라 시뿐만 아니라 오타와 시민들도 이 비현실적인 일정에 따라 삶을 움직이게 되었다고 강조하였다. 두 번째는 짐 왓슨 오타와 전 시장, 스티브 카넬라코스 전 시 관리자, 앨런 허블리 시의원 등 시 고위 공직자들이 테스트 기준이 낮춰졌다는 사실을 시의회에 알리지 않은 점이었는데, 이러한 행동은 시의회의 법적 감독 능력을 영구적으로 훼손했으며, 오타와시가 중대한 인프라 사업을 제대로 완료할 수 있을 지에 대한 심각한 우려를 제기한다고 밝혔다. 보고서는 경전철에 여전히 안전 문제가 남아있으며, 차륜과 레일 단면이 맞지 않는 점은 여전히 중요한 문제임이 틀림없다고 밝혔다. 2021년 8월 탈선 사고 이후 시와 시공사는 더 협력적으로 일하는 점을 인정하면서도, 지금까지 임시 방편만 취했고, 앞으로는 제3자의 독립적인 모니터링이 이루어져야 한다고 밝혔다.

### 남부 연장

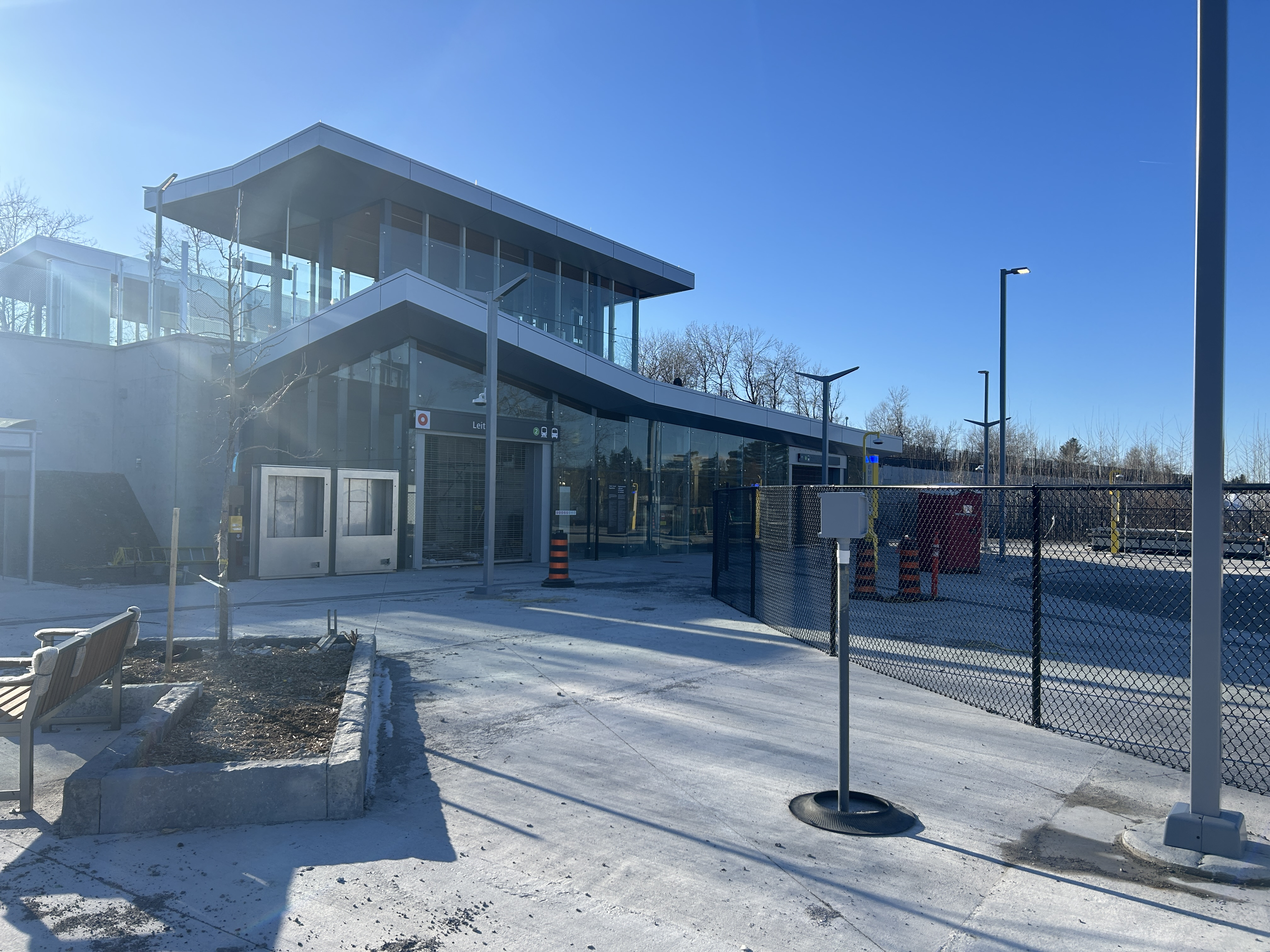
트릴리움선 연장 공사 당시 리트림역 모습(2024년 3월)

오타와의 O-트레인 2단계 연장 사업의 일환으로 2호선 트릴리움선을 그린보로에서 라임뱅크까지 남쪽으로 11km 구간 연장하고, 사우스키스역에서 2호선 연장 구간은 오타와 공항까지 신설되는 4호선과 연결되는 방안이 포함되었다. 2019년 2월 22일, 오타와시는 O-트레인 2단계 남부 연장을 맡게 될 시공사는 SNC-라발랑의 전액 출자 자회사인 트랜짓넥스트(TransitNEXT)라고 발표하였다. 이 결정은 당시 SNC-라발랑이 연방 정부와 정치적 스캔들에 연루된 상태였기 때문에 논란이 일었다. 이에 따라 시의원들은 추가 조사를 요구하며, 일부는 검토할 시간이 더 필요하다며 계약 승인을 위한 투표를 지연하였다. 하지만 시의회는 승인을 지연하지 않기로 결정했고 트릴리움선 연장 및 공항 지선 신설을 포함한 O-트레인 남부 연장안은 오타와 시의회에서 공식 승인되었다.
2단계 남부 연장은 2019년에 착공하였고, 2020년 5월 3일부터 연장 공사의 일환으로 트릴리움선 운행이 중단되고 이 구간은 버스가 대체 운행하였다. 2022년 9월에 개통을 앞두고 있었던 트릴리움선은 개통이 여러 차례 지연되었다. 2023년 5월, 오타와 시의회 경전철소위원회는 트릴리움선이 개통하는 대로 만약의 경우를 대비해 셔틀버스도 동시에 운행할 것이라고 밝혔다. 2024년 10월, 트릴리움선의 마지막 시운전이 시작되었고 10월 31일에 시운전을 성공적으로 마쳤다.
2호선 트릴리움선과 4호선은 2025년 1월 6일에 주 5일 운행으로 개통하였고, 1월 25일에는 주 6일 운행을 개시하였다. 3월 16일부터는 두 노선이 매일 운행하게 되었다.

## 운행 계통
O-트레인은 세 개의 경량 철도 노선으로 이루어져 있다.
| 운영 중        | 운영 중            | 운영 중                   | 운영 중   | 운영 중 | 운영 중 | 운영 중        |
| 노선           | 노선               | 노선                      | 개통 연도 | 역 수   | 길이    | 노선 유형      |
| -------------- | ------------------ | ------------------------- | --------- | ------- | ------- | -------------- |
| 컨페더레이션선 | Confederation Line | Ligne de la Confédération | 2019      | 13      | 12.5km  | 경전철         |
| 트릴리움선     | Trillium Line      | Ligne Trillium            | 2001      | 11      | 12km    | 디젤 경량 철도 |
| 4호선          | Line 4             | Ligne 4                   | 2025      | 3       | 4km     | 디젤 경량 철도 |
| 건설 중        |                    |                           |           |         |         |                |
| 컨페더레이션선 | Confederation Line | Ligne de la Confédération | 2025–2027 | 16      | 27km    | 경전철         |

- 1호선 컨페더레이션선은 블레어에서 터니스패스처까지 운행하는 경량 전기철도(경전철) 노선이다. 2019년 9월에 개통한 이 노선은 양쪽 끝인 베이뷰와 터니스패스처에서 오타와 트랜짓웨이 BRT로 갈아탈 수 있으며, 베이뷰역에서는 2호선 트릴리움선으로 갈아탈 수 있다. 시내 세 개역은 지하 구간이고 나머지 지상 구간은 트랜짓웨이 BRT를 경전철로 변환해서 지었다.[75] 세인트로런역은 시내 구간 외 유일한 지하역이다. 1호선 컨페더레이션선은 월요일부터 목요일까지 오전 5시부터 다음 날 오전 1시까지, 금요일 오전 5시부터 다음 날 오전 2시까지, 토요일 오전 6시부터 다음 날 오전 2시까지, 일요일에는 오전 8시부터 오후 11시까지 운행한다.[76] 평일 출퇴근 시간대에는 5분 간격으로, 나머지 시간대에는 10분 간격으로 운행하고 있다.[77]
- 2호선 트릴리움선은 부분적으로 단선으로 이루어진 길이 19km의 디젤 경량철도 노선으로,[78] 베이뷰에서 라임뱅크까지 남북 방향으로 운행하며, 일부 구간은 남부 트랜짓웨이와 나란히 운행한다. 열차는 교행선과 일부 복선 구간을 통해 교행한다. 2001년 10월에 개통한 이 노선은 2020년 5월에 2단계 연장 사업의 일환으로 운행이 중단되었고,[68] 2025년 1월 6일에 재개통하였다.[72] 2호선은 주 7일 운행을 개시할 때 월요일부터 금요일까지 오전 6시부터 자정까지, 토요일에는 오전 6시 30분부터 자정까지 운행하며, 일요일 오전 7시 30분부터 오후 11시까지 운행하며, 배차 간격은 전 시간대에 약 12분 간격으로 운행한다.[79]
- 4호선 공항철도는 단선에 교행선 하나로 이루어진 길이 4km의 디젤 경량철도 노선으로,[80] 오타와 맥도널드 카르티에 국제공항이 있는 에어포트역에서 사우스키스역까지 동서 방향으로 운행한다. 사우스키스역에서는 트릴리움선으로 갈아탈 수 있다. 4호선은 주 7일 운행을 개시할 때 월요일부터 금요일까지 오전 6시부터 자정까지, 토요일에는 오전 6시 30분부터 자정까지 운행하며, 일요일 오전 7시 30분부터 오후 11시까지 운행하며, 배차 간격은 전 시간대에 약 12분 간격으로 운행한다.[79]

### 역 시설
2025년 1월 기준 오타와 O-트레인에는 총 25개 역이 있다. O-트레인의 모든 역은 출입구에 빨간색 'O'자형 표시로 이 역이 O-트레인 정차역임을 알린다. 모든 역은 무인으로 운영되고, 역 입구에는 표를 구매하거나 프레스토 카드 잔액을 충전할 수 있는 자동판매기가 구비되어 있다. 이 자판기에는 영상 통화 기능이 있어 호출 버튼을 누르면 역무원과 영상 통화로 도움을 받을 수 있다. 모든 역에는 개찰구가 있으며, 역 내부의 철도 및 요금 지불 구역으로 진입하는 버스를 이용하고자 하는 경우 개찰구에서 요금을 지불해야 한다.
역 안에는 디지털 전광판을 통해 다음 열차와 버스가 언제 도착하는 지 실시간으로 확인할 수 있으며, 역 근처 지도를 통해 이동 경로를 파악할 수 있다. OC 트랜스포의 모든 역은 엘리베이터를 통해 휠체어 및 유모차 승객도 이용이 가능하며, 촉각 안내 타일과 승강장 가장자리 표시대도 설치되어 있어 시각장애인도 안전하게 이용할 수 있다. 또한 모든 표지판은 점자와 촉각으로 제공된다. 자전거를 이용하는 승객들을 위한 편의시설도 마련되어 있는데, 자전거 거치대는 물론, 일부 역에는 계단을 오르내리기 쉽게 자전거 램프가 설치되어 있다.
또한 승객들의 편의를 위해 컨페더레이션선 모든 역에는 텔러스에서 제공하는 와이파이를 쓸 수 있고, 지하 구간 역에서도 데이터를 이용할 수 있다.

### 요금

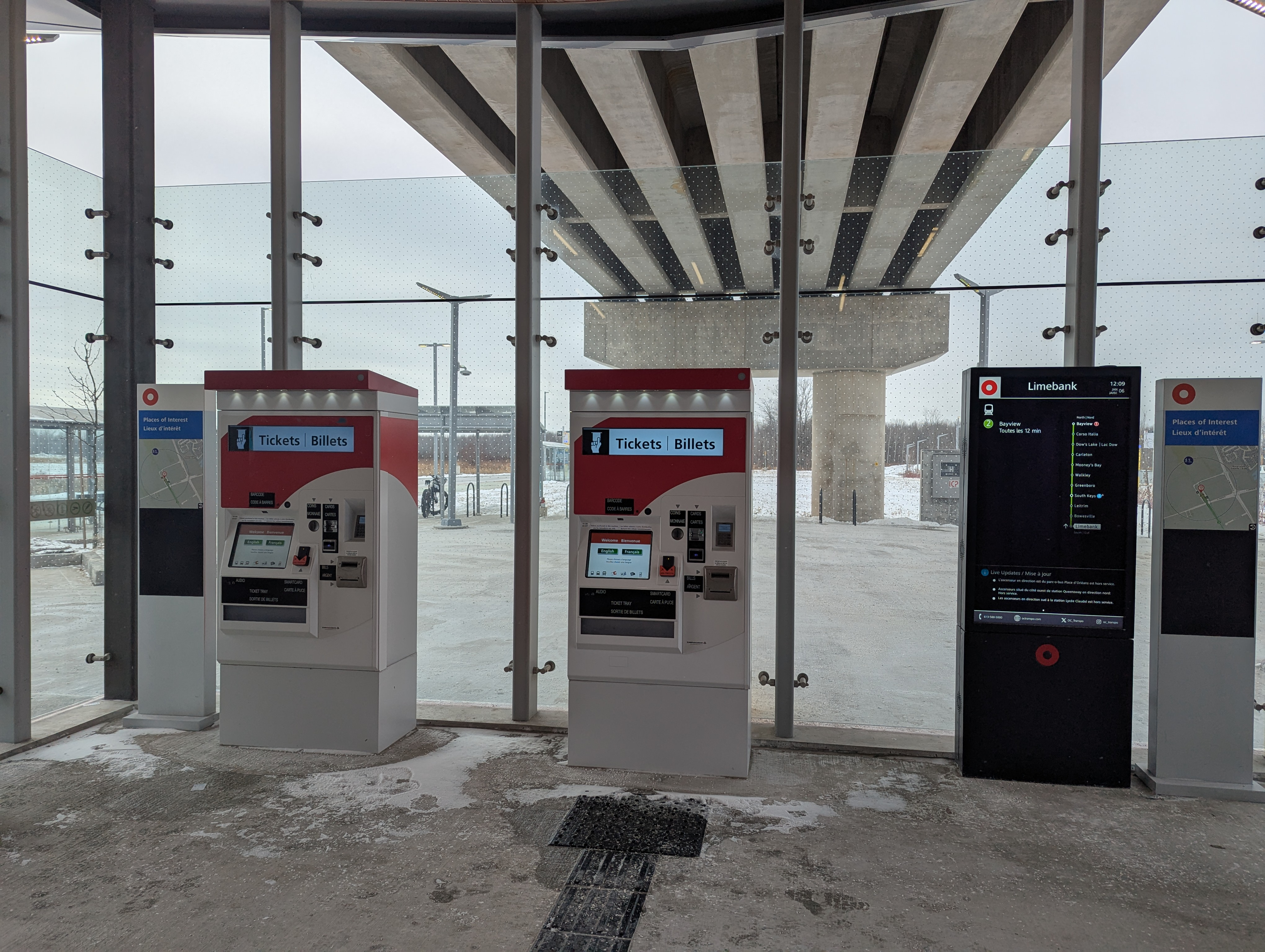
O-트레인 역에 설치된 자동판매기

O-트레인은 OC 트랜스포 요금이 적용되며, 단일 요금제로 철도와 버스의 요금이 동일하며, 하나의 티켓으로 철도와 버스를 동시에 이용할 수 있다. 요금은 교통카드인 프레스토 카드 또는 신용카드와 직불카드를 통해 지불할 수 있는 오페이먼트(O-Payment) 등을 통해 지불할 수 있다. O-트레인의 모든 역에서는 프레스토 카드를 구매하고 잔액을 충전할 수 있으며, 1회권, 1일권, 3일권, 5일권, 7일권, 2인 1일권 등 단기 표를 구매할 수도 있다. 자판기는 영어와 프랑스어로 이용할 수 있으며, 이용하는 데 질문이 있는 경우 직원과 영상 통화를 할 수 있다. 자판기에서는 현금(어른 요금 한정), 직불카드, 신용카드로 요금을 지불할 수 있다.
모든 요금은 처음 요금을 지불한 시점으로부터 최소 90분 동안 유효하며, 환승 시간은 요금을 지불한 시간대에 따라 달라진다. 터니스패스처, 베이뷰, 허드먼, 블레어, 그린보로역과 같은 일부 역은 버스가 역 개찰구 안에 있는 버스 터미널에 정차하는데, 이 경우에는 환승 태그 없이 갈아탈 수 있다.

### 안전 시설
O-트레인 역과 열차 안에는 승객들의 안전을 위한 다양한 안전 장치들이 구비되어 있다. 우선 역에서는 노란색 긴급 호출 버튼이 곳곳에 구비되어 있는데, 이 버튼을 누르면 OC 트랜스포의 사법경찰과 통화할 수 있다. 일부 역에는 공중전화가 있는데, 공중전화 번호판에 있는 'Security'(안전) 버튼을 누르면 역시 경찰과 통화할 수 있다. 모든 역과 열차 내부에는 CCTV가 달려 있으며, OC 트랜스포의 사법경찰이 만약의 상황을 대비해 수시로 순찰하고 있다. 또한 오타와 시내의 라이언, 팔러먼트, 리도역에서는 자동심장충격기가 구비되어 있다. 열차 내부에는 인터콤을 통해 기관사와 통화할 수 있으며, 1호선 열차에는 소화기가 구비되어 있고, 2호선과 4호선 열차에는 비상 정지 핸들과 유리창을 깰 수 있는 망치가 구비되어 있다.

## 건축 양식
O-트레인 철도역은 OC 트랜스포에서 운영하지만 컨페더레이션선과 트릴리움선, 공항 지선이 각기 다른 시기에 다른 목적으로 개통하면서 건축 양식이 노선별로 상이하다.
우선 컨페더레이션선 철도역은 토양, 풍경, 울타리를 중심으로 구상되었으며, 이는 오타와의 역사적 맥락과 알곤킨인들의 유산과 잘 통합되도록 설계되었다. 구조적 특징으로는 목재와 유리를 광범위하게 사용하여 자연광이 역 내부로 투과하도록 하여 미적 요소와 안전감을 돋보이게 하였다. 컨페더레이션선 시공사 측은 1호선 디자인 접근법은 각 역 건물의 내부와 외부, 그리고 역을 통과하는 모든 공간에 대한 시각 투명성을 확보하는 데 중점을 두었으며, 넓은 역에 편리한 승객 동선을 결합해 역이 편안하고 직관적이며 안전하고 접근하기 쉬운 공간으로 보이도록 설계했다고 밝혔다.
트릴리움선과 공항 지선은 주로 기능성을 중심으로 설계되어, 도시 철도임에도 불구하고 통근열차역처럼 출퇴근 승객들의 필요를 충족하는 데 초점을 맞추었다. 대부분 역은 지상 또는 고가역으로, 비바람을 피할 수 있는 정거장과 미니멀한 건축 양식을 특징으로 한다. 트릴리움선이 남부로 연장 개통한 이후 기존 역의 승강장을 연장하고 역 내 표지판과 시설이 일부 개량되었으며, 일부 역은 신설되었다. 트릴리움선 연장 이후 신설 및 개량 구간도 컨페더레이션선과 마찬가지로 목재와 유리를 통한 자연광을 채택하였다. 이 중에서 베이뷰역은 바로 윗층에 있는 컨페더레이션선으로 손쉽게 갈아탈 수 있도록 설계되었으며, 에어포트역 또한 오타와 공항 출발층으로 바로 연결되도록 설계되었다.

### 공공 예술

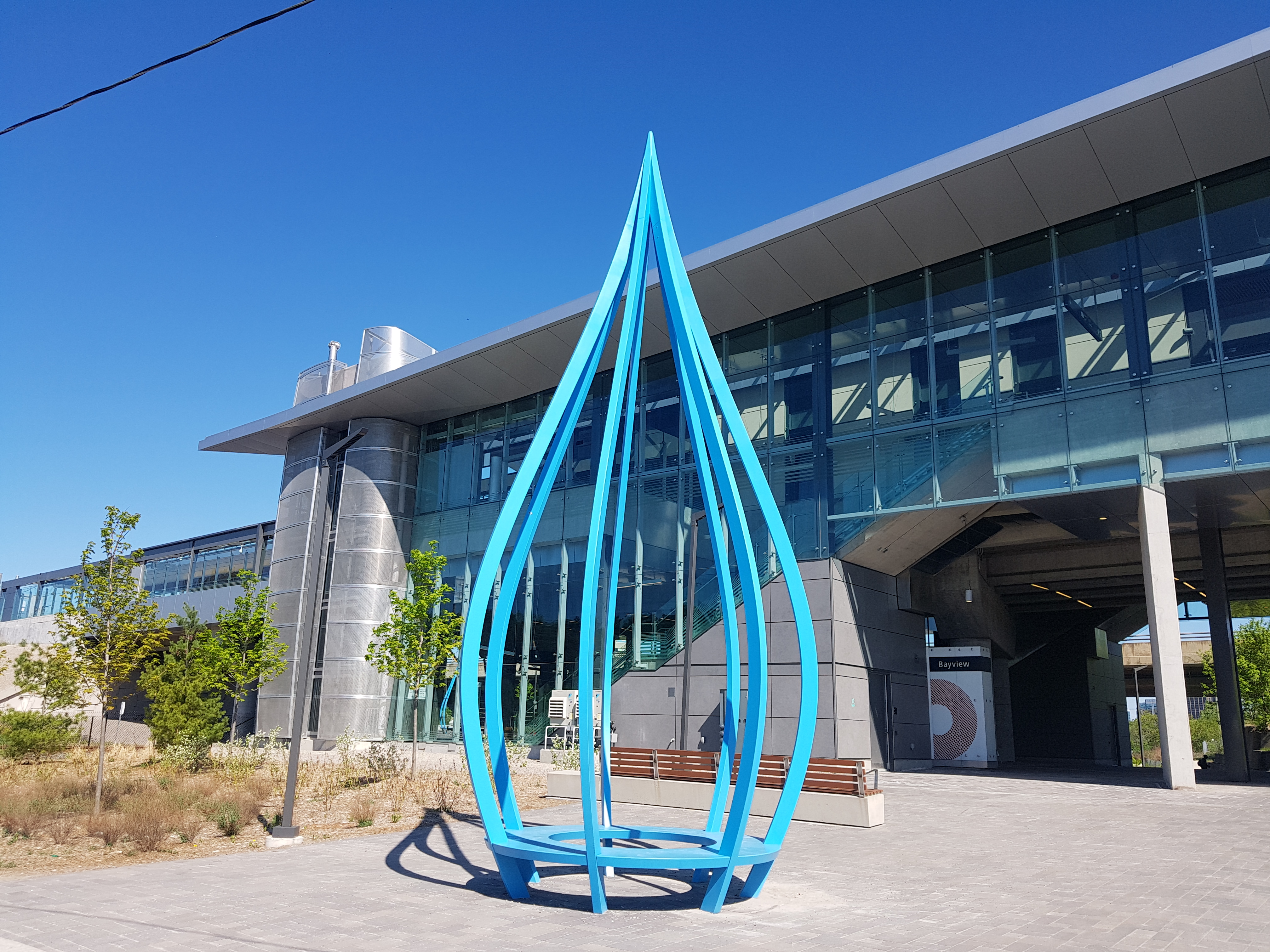
베이뷰역에 설치된 피에르 푸생의 '캐스케이드'(Cascades)

O-트레인 철도역에는 다양한 공공 예술 작품이 설치되었는데, 여기에는 현대적인 조각, 벽화, 인터랙티브 아트 설치물이 어우러져 도시의 문화적 다양성과 자연 환경을 반영하고 있다.
오타와의 지역 특징을 살린 주목할 만한 설치 작품 중 하나는 베이뷰역에 있는 아드리안 괼너(Adrian Göllner)의 '직선거리'(As the Crow Flies)로, 120m 길이의 튜브형 강철 및 울타리 작품은 오타와의 다양한 건물의 실루엣을 직선으로 묘사하고 있다. 선로 사이에 눈에 띄는 장벽 역할을 할 뿐만 아니라, 도시 풍경과 자연 세계 사이의 연결을 상징하기도 한다. 베이뷰역에는 또한 피에르 푸생(Pierre Poussian)의 '캐스케이드'(Cascades)라는 작품이 있는데, 오타와의 상징적인 자연 경관인 쇼디에르 폭포에서 영감을 받은 레이저로 절단한 알루미늄 조각품을 전시하였다.
오타와 지역의 원주민들인 알곤킨인들의 문화를 접목한 예술 작품도 설치되었다. 피미시역 이름은 알곤킨 언어로 장어를 의미하며 이 문화에서 신성한 의미를 지니고 있다. 이 역에서는 다섯 명의 알곤킨인 예술가가 창작한 실내외 예술 작품이 설치되었다. 몬트리올의 예술가 나디아 마이어의 작품은 지구와 알곤킨 관계를 표현하며, 8미터 높이의 크롬 처리된 장어, 3미터 길이의 갈라진 물푸레나무로 짜여진 바구니, 그리고 유리로 색을 입힌 판넬로 만든 자작나무 줄기가 포함되었다. 손으로 그린 100개의 노가 카누를 형성하며 3.7m 높이의 말코손바닥사슴와 알곤킨 전통 예술 기법으로 자작나무 껍질에 정교하게 구멍을 낸 창문 디자인이 역 주변과 내부에 배치되었다.

## 차량
O-트레인 차량은 크게 전철화가 되어 전동차가 운행하는 컨페더레이션선과, 전철화가 되지 않아 디젤 동차로 운행하는 트릴리움선과 공항 지선으로 나뉜다.
컨페더레이션선에는 프랑스의 다국적 기업인 알스톰이 제조한 시타디스 스피릿 34량이 운행한다. 이는 북미에서 알스톰의 첫 번째 차세대 경전철 차량 주문이였으며, 지멘스 S70 모델과 같은 유사한 모델들과 직접 경쟁하였다. 유럽에서 사용된 이전의 시타디스 듀알리스 트램트레인을 기반으로 하여, 이 차량들은 뉴욕주 호넬에 있는 알스톰 공장에서 제조되었으며, 최종 조립은 오타와의 벨파스트 차량기지에서 이루어졌다. 차량의 최고 속도는 시속 105km이지만, 시내 구간 최대 운행 속도는 시속 80km이다.
오타와시는 또한 2019년에 O-트레인 2단계 연장의 일환으로 컨페더레이션선에 투입할 시타디스 스피릿 38량을 알스톰으로부터 추가 주문하였다. 원래대로라면 제조한 38량을 모두 다 오타와에서 조립할 예정이었으나, 2019년 7월 알스톰은 마지막 25량을 새로 지은 브램턴 공장에서 조립할 예정이라고 밝혔다.
트릴리움선은 처음에 봄바디어 트랜스포테이숀에서 제조한 디젤 동차인 탤런트(Talent) 세 대로 운행하였다. 이 열차는 원래 독일철도에서 운행한 열차로 나중에 OC 트랜스포가 쓰게 되었다. 2015년에 퇴역한 이 열차는 여러 차례 경매에 부쳐졌지만, 구매자가 나타나지 않아 지금은 폐차하였다.
2011년 9월, 트릴리움선에 운행하던 봄바디어 탤런트를 대체할 디젤 동차로 알스톰의 코라디아 LINT 열차가 선정되었다. 2015년 3월 2일에 도입된 이 열차는 2량 6편성으로 봄바디어 탤런트를 대체하였다.
2018년 5월 3일, 오타와시는 트릴리움선 연장 이후에 트릴리움선과 공항 지선에 추가 도입할 열차로 슈타들러 레일에서 제작한 FLIRT 7편성을 도입하겠다고 밝혔다. FLIRT는 길이가 81m로 42m인 코라디아 LINT 열차보다 두 배 가까이 길다. 신차는 코라디아 LINT와 같이 트릴리움선에서 운행하게 된다. FLIRT는 스위스에서 제작하였고 마지막 조립은 캐나다에서 이루어졌다. FLIRT는 디젤과 전기를 둘 다 사용하는 하이브리드로, 트릴리움선이 추후에 전철화될 경우를 대비하였다. 신차는 2022년 1월 15일부터 시운전을 시작해 2024년 10월 7일부터 20일까지 개통 전 최종 시운전에서 정시율 99.5%를 기록해 개통에 필요한 시운전을 모두 마쳤다. 슈타들러 FLIRT는 트릴리움선이 연장 및 재개장한 2025년 1월 6일부터 트릴리움선과 공항 지선에 운행을 개시하였다.
O-트레인 차량
- 알스톰 시타디스 스피릿(컨페더레이션선 2019~)
- 봄바디어 탤런트(트릴리움선 2001~2015)
- 알스톰 코라디아 LINT(트릴리움선 2015~, 공항 지선 2025~)
- 슈타들러 레일 FLIRT(트릴리움선 2025~)

### 유지 및 보수

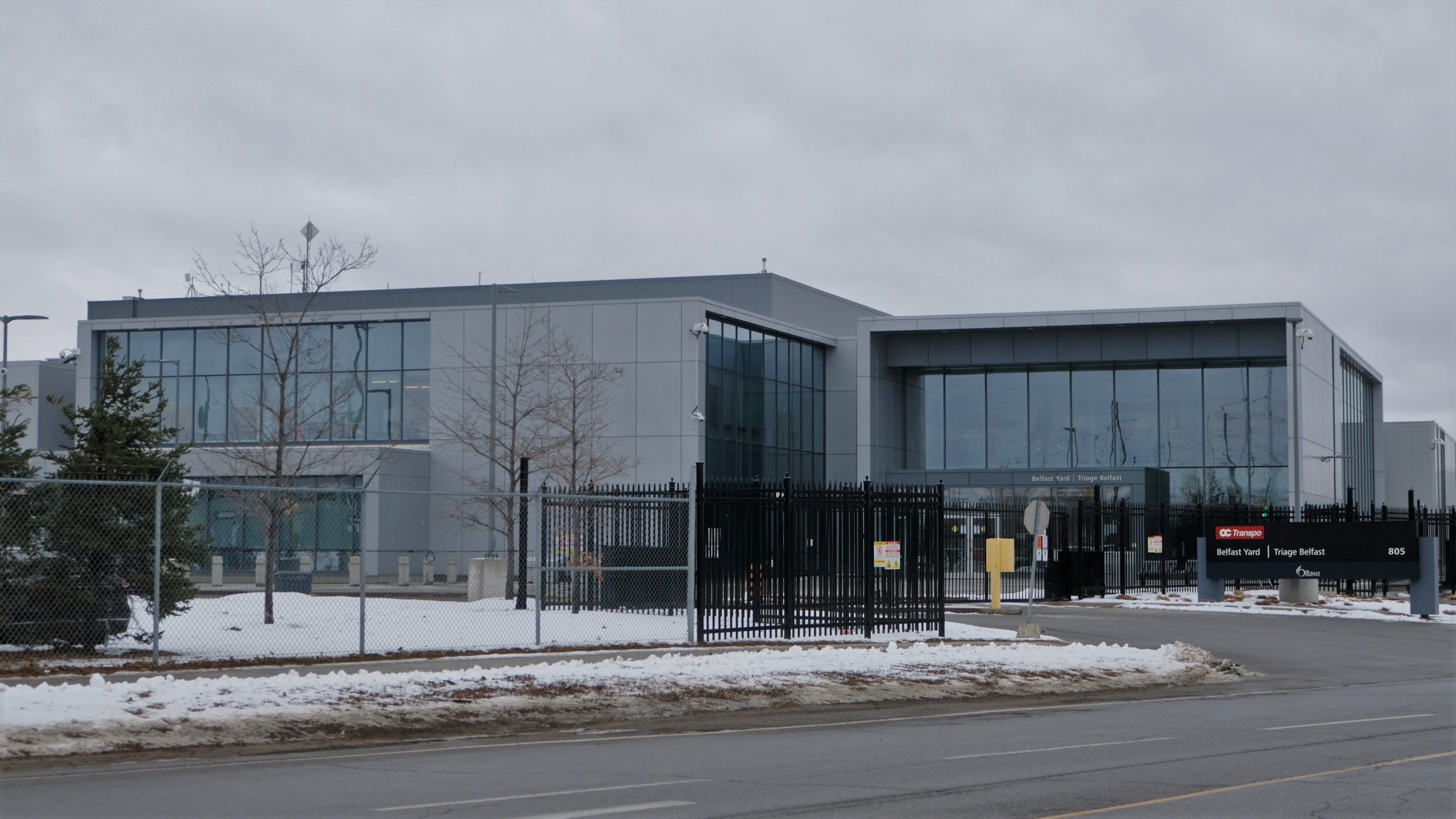
벨파스트 차량기지

O-트레인의 유지 및 보수는 두 군데에서 이루어진다. 우선 컨페더레이션선 열차는 벨파스트 차량기지에서 유지 및 보수가 이루어지는데, 2016년에 개장한 이 차량기지는 알스톰에서 제조한 시타디스 스피릿 전동차 34량이 운행이 끝나면 이곳에서 주박한다. 2018년, 벨파스트 차량기지는 컨페더레이션선 2단계 연장을 위해 경전철 전동차 38량을 추가로 수용할 수 있도록 확장되었다. 한편 트릴리움선과 공항 지선은 워클리 차량기지에서 유지 보수가 이루어진다. 워클리 차량기지는 1955년에 캐나다수도위원회(NCC)가 퀸스웨이(오늘날의 417번 고속도로) 건설을 위해 캐나디안 내셔널 철도의 주박 시설로 개통하였다. 1967년에 캐나디안 퍼시픽 철도가 오타와 내 주박 시설을 르브레톤플랫츠에서 워클리 차량기지로 이전하였으며, 2001년에 트릴리움선이 처음 운행을 개시하면서 OC 트랜스포 열차가 이곳에 주박하였다. 2022년 1월, 오타와 시의회는 캐나디안 퍼시픽 철도가 소유했던 워클리 차량기지 부지를 매입하였다.
컨페더레이션선의 서부 연장을 앞두고 오타와 서부에 새로운 차량기지가 지어지는데, 경전철 전동차 추가분인 38량 중에서 일부를 수용할 수 있도록 417번 고속도로 이글슨과 무디 출구 사이에 코크스타운 차량기지가 지어지고 있다. 코크스타운 차량기지는 다섯 개의 건물과 조차장으로 이루어졌는데, 여기서 전동차 수리와 청소는 물론 좌석, 출입문, 창문 교체와 시스템 테스트 등이 이루어진다.

## 미래

### 2단계 연장

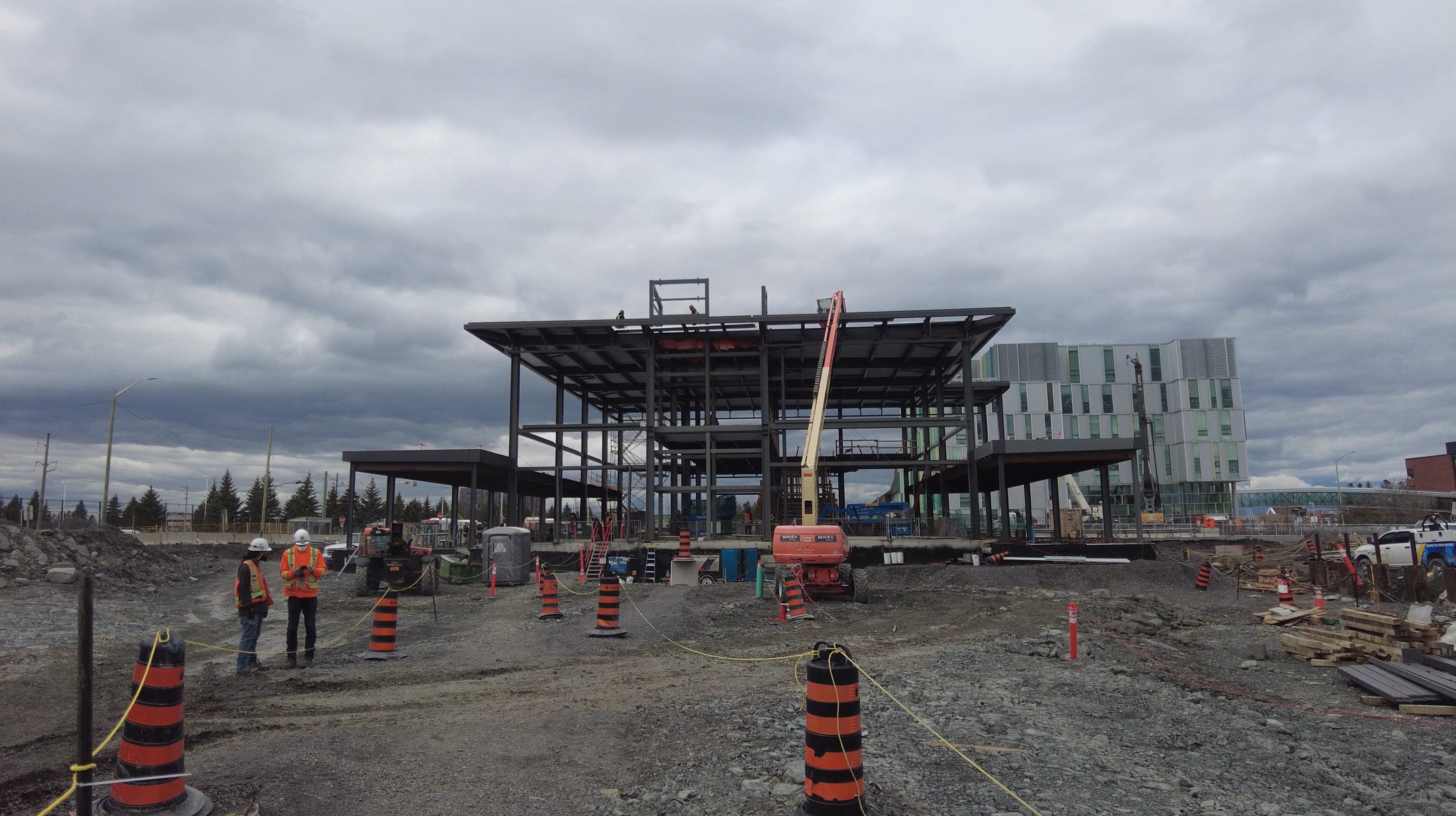
컨페더레이션선 연장 공사가 진행 중인 알곤킨역(2022년 4월)

2단계 연장 사업은 2019년 9월에 개통한 컨페더레이션선 1단계 구간에 이어 오타와에 24개역 44km 구간의 철도를 신설하는 사업이다. 2013년에 첫 승인된 2단계 연장 사업은 오타와 주민의 77%가 5km 내에서 철도를 이용할 수 있도록 하는 것을 목표로 한다. 2단계 연장 공사는 2019년 2분기에 착공해 남부 구간은 2025년 1월에 완공하였고, 동부 구간은 2025년 하반기에, 서부 구간은 2027년에 개통을 앞두고 있다.
2단계 연장 구간은 세 구간으로 나뉜다. 우선 동부 연장으로는 컨페더레이션선을 블레어역에서 동쪽으로 다섯 정거장 연장해 트림 로드까지 연장한다. 서부 연장은 터니스패스처역에서 서쪽으로 무디와 알곤킨 대학까지 연장하고 링컨필즈역에서 교차하는데, 무디 지선은 3호선이 되고, 알곤킨 대학 지선은 1호선으로 운행한다. 남부 연장은 트릴리움선을 개량해 기존 노선에 2개 역을 신설하고, 남쪽으로 라임뱅크역까지 네 정거장 연장하고, 이와 동시에 사우스키스역에서 오타와 맥도널드 카르티에 국제공항까지 이어지는 공항 지선 신설이 포함된다.
2019년 3월 6일, 오타와 시의회는 찬성 19표, 반대 3표로 46억 6천만 달러 규모의 2단계 연장 구간 건설 계획안을 승인하였다. 트릴리움선 남부 연장은 SNC-라발랑이 전적으로 운영하는 트랜싯넥스트(TransitNext)에 발주하였으며, 컨페더레이션선 동부와 서부 연장은 빈치와 키위트사(Kiewit Corp.)이 합작한 이스트 웨스트 커넥터(East West Connectors)에 발주하였다. 계약은 2019년 3월 29일에 트랜싯넥스트와, 그로부터 한 달 뒤에 이스트 웨스트 커넥터와 성사되었다.
2019년에는 나무 제거, 배관 이전 및 도로 재정렬을 포함한 기초 작업이 진행되었고, 트릴리움선의 새로운 차량기지와 공항 지선은 2019년 여름에 착공하였다. 2020년 5월 3일, 트릴리움선은 기존 선로를 개량하기 위해 폐쇄되었고, 2020년 9월 25일에는 컨페더레이션선 서부 연장 구간에 개착식 흙막이 공법의 터널 건설이 시작되었다.
2025년 1월 6일, 트릴리움선은 라임뱅크역까지 연장 개통하였고, 공항 지선도 4호선으로 같은 날에 개통하였다.

### 3단계 연장
O-트레인 2단계 연장 구간 개통 이후에는 3단계 연장도 구상 중인데, 3단계는 3호선 종점을 무디 드라이브에서 서쪽으로 캐나타의 헤이즐딘 로드까지 여덟 정거장 연장하는 방안과, 1호선 종점을 알곤킨 대학에서 남쪽으로 바헤이븐 타운 센터까지 일곱 정거장 연장하는 방안이 포함된다. 2018년 5월, O-트레인 캐나타 연장에 대한 환경영향평가가 완료되었고, 바헤이븐 연장 또한 2024년 10월에 환경영향평가가 완료되었다. 캐나타 연장 공사는 25억 달러, 바헤이븐 연장은 40억 달러가 들어갈 것으로 예상되며, 아직까지 별다른 예산 지원을 받지 못한 상태이다.

### 가티노 트램
O-트레인은 우타웨교통공사(Société de transport de l'Outaouais)에서 구상하고 있는 가티노와 오타와 시내를 잇게 될 가티노 트램과 환승이 가능할 수도 있다. 2020년 5월 15일, 가티노시는 가티노 트램의 오타와 시내 구간을 두고 웰링턴 스트리트를 따라 엘긴 스트리트까지 지상으로 운행하는 방안과, 스파크스 스트리트를 따라 엘긴까지 터널을 굴착하는 방안 등 두 가지 방안을 제시하였다. 2021년 5월, 가티노시는 오타와 시내 구간에 스파크스 스트리트를 따라 지하로 운행하는 방안이 최적이라는 결론을 내렸지만, 터널 굴착이 불가능할 경우 지상으로 운행할 수 있다고 가능성을 열어두었다.
가티노 트램은 현재 타당성 조사 단계에 있고, 공사 예산은 지원받지 못한 상태이다.

## 참고 문헌
- Hilton, Robert; Stoney, Christopher (2007). “Dreams, Deception and Delusion: The Derailing of Ottawa’s Light Rail Transit Plans” [꿈, 기만, 망상: 오타와 경전철 계획 탈선] (PDF). 《Governance Review》 (영어) (오타와 대학교) 4 (1). doi:10.7202/1039114ar. ISSN 1912-0362.
- Benali, Kenza; Bernier, Ella (2014). “Le train léger sur rails d’Ottawa : les rebonds d’un projet de transport durable conflictuel” [오타와 경전철, 논쟁으로 가득한 사업을 돌아보며] (PDF). 《Revue Gouvernance》 (프랑스어) (오타와: 오타와 대학교) 11 (1). doi:10.7202/1038880ar. ISSN 1912-0362.